# Institut supérieur des hautes études en développement durable
L'Institut supérieur des hautes études en développement durable (ISHEDD) est un institut privé marocain visant la formation de diplômés spécialisés en développement durable, niveaux Master.
Il s'agit du premier établissement universitaire privé spécialisé en développement durable au Maroc, premier partenariat entre le Maroc et le Canada dans une bidiplômation spécialisée en environnement.

## Naissance de l'ISHEDD
Le Groupe-RDDMC (Groupe de Recherche et de Développement Durable Maroc-Canada) propose à l'Institut national de la recherche scientifique (INRS) du Canada d'implanter au Maroc, sous forme de partenariat, un institut en développement durable affilié à l'INRS. En effet, les défis du Maroc représentent des opportunités pour l'INRS, d'où l'idée du projet ISHEDD.

## Développement de l'ISHEDD
Dans le souci de bien réussir ce projet de formation des diplômés spécialisés en développement durable au Maroc, l'ISHEDD, l'INRS et le Groupe-RDDMC ont décidé ensemble d'adapter le programme de formation canadien à la réalité marocaine. Pour atteindre cet objectif, les partenaires ont décidé, dans un premier temps, de faire une prospection sur le terrain afin de mieux cerner la situation environnementale générale au Maroc.

## Objectif
Permettre aux étudiants de l'ISHEDD et de l'INRS d'avoir un laboratoire à une échelle réelle pour acquérir une formation solide et en adéquation avec la problématique environnementale du Maroc. Produire des modèles de développement durable qui s'inscrivent dans le cadre d'une gestion par approche territoriale, pour les petites et moyennes communes, exportables à d'autres régions du Maroc et ailleurs dans le monde.